# Cnidus marmorata
Cnidus marmorata är en insektsart som först beskrevs av Jacobi 1910.  Cnidus marmorata ingår i släktet Cnidus och familjen vedstritar.
Artens utbredningsområde är Rwanda. Inga underarter finns listade i Catalogue of Life.